# Hamsterley (Consett)
Hamsterley – wieś w Anglii, w hrabstwie Durham, blisko miasta Consett. Leży 21 km na północny zachód od miasta Durham i 394 km na północ od Londynu.